# Campo San Stin
Il Campo San Stin è un campo di Venezia, situato nel sestiere di San Polo, poco distante dal Campo dei Frari e dalla Scuola Grande di San Giovanni Evangelista.